# Живокіст східний
Живокіст східний (Symphytum orientale) — вид рослин з родини шорстколистих (Boraginaceae), поширений у Причорномор'ї.

## Опис
Багаторічна рослина 30–40 см. Кореневище довге, горизонтальне, вузлувате. Стебла міцні, мало розгалужені, коротко-волосисті. Листки з нижньої сторони повстяно-волосисті. Чашечка сильно відстовбурчено-волосисто-щетиниста, розділена на часточки тільки на 1/3. Віночок білуватий, 16–20 мм завдовжки. Рослина 50–70 см. Листки від яйцюватих до довгасто-яйцюватих, округлі або укорочені біля основи, нижні довго-черешкові, верхні сидячі. Квіти зібрані в суцвіття по ≈ 20. Чашечка 6–9 мм, до 19 мм у плодах, розділена на 1/4–1/2 довжини, на овально-довгасті, тупі сегменти. Горішки 3 мм, від прямостійних до злегка зігнутих.

## Поширення
Поширений у Причорномор'ї (Болгарія, Молдова, Україна, Туреччина).
В Україні вид зростає у листяних лісах, вологих місцях — у пд.-зх. ч. Лісостепу і Степу, рідко (Чернівецька обл., Хотинський р-н, Рашків; ок. Одеси).